# Alianza Democrática (Portugal)
Alianza Democrática (en portugués: Aliança Democrática; AD) es una coalición electoral de centroderecha fundada el 5 de julio de 1979 por el Partido Social Demócrata (PPD/PSD), el Centro Democrático Social (CDS) y por el Partido Popular Monárquico (PPM).
En 2023, los líderes del PPD/PSD y del CDS decidieron reeditar la coalición para las elecciones legislativas de marzo del siguiente año.
Tuvo como impulsor al líder histórico del PSD, Francisco Sá Carneiro, junto con los líderes del CDS Diogo Freitas do Amaral y del PPM Gonçalo Ribeiro Telles. También incluyó al Movimiento de los Reformadores, creado en abril de 1979 y que consistía en un grupo de disidentes del ala derecha del Partido Socialista (PS) que se sintieron decepcionados por el gobierno anterior de Mário Soares, entre los que se incluía a José Medeiros Ferreira (que luego se uniría al PS), António Barreto (que siguió como independiente alineado con el centro y la centroderecha) y Francisco Sousa Tavares (quien se unió posteriormente al PSD).

## Historia

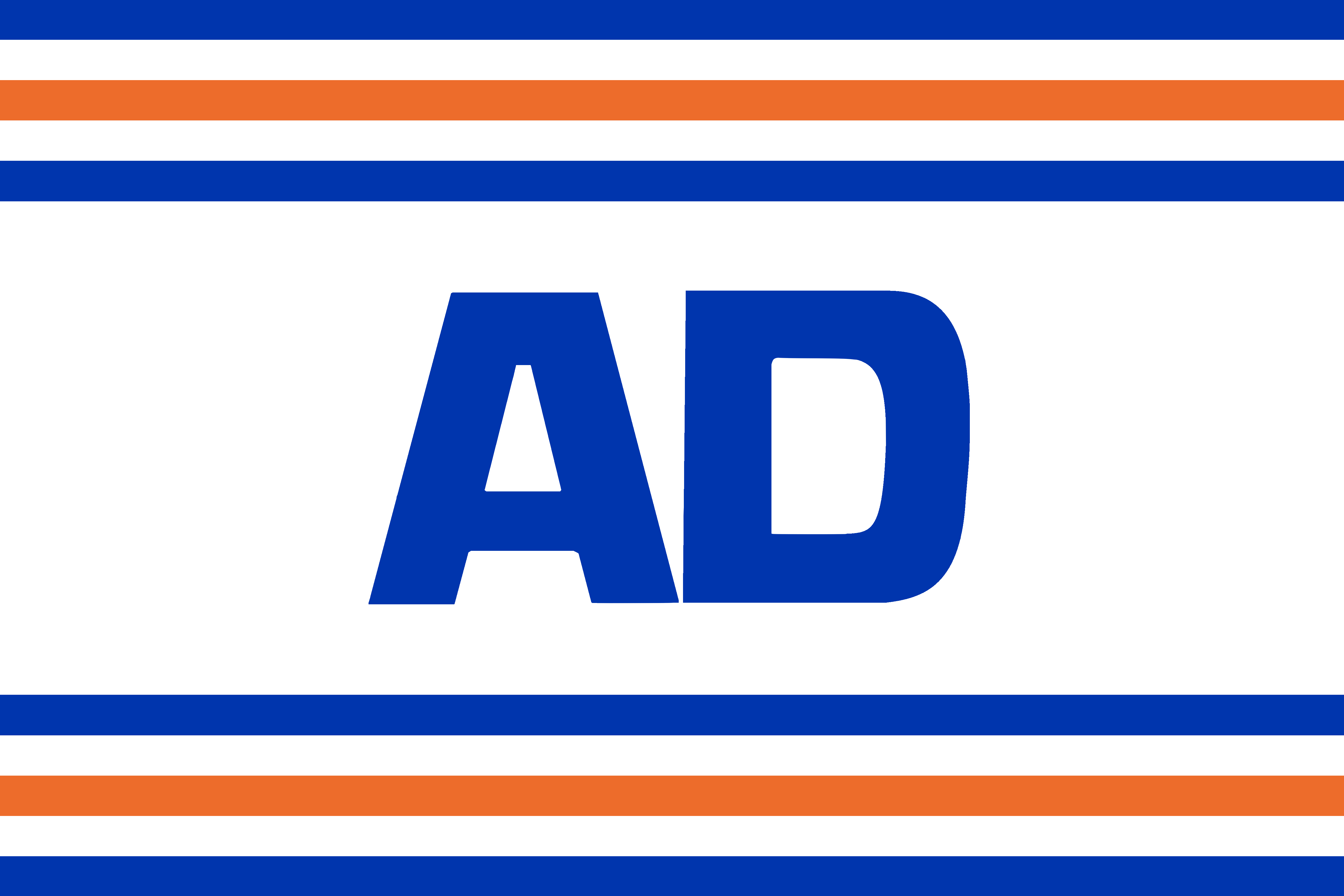
Bandera de AD.

La AD concurrió a las elecciones legislativas de 1979 y a las de 1980 obteniendo los siguientes resultados:
| Año  | Votos     | %          | Escaños | +/- | Líder                 | Gobierno            |
| ---- | --------- | ---------- | ------- | --- | --------------------- | ------------------- |
| 1979 | 2.719.208 | 45,26 (#1) | 128/250 | 13a | Francisco Sá Carneiro | Mayoría absoluta    |
| 1980 | 2.868.076 | 47,59 (#1) | 134/250 | 6   | Francisco Sá Carneiro | Mayoría absoluta    |
| 2024 | 1.867.464 | 28,85 (#1) | 80/230  | 3 b | Luís Montenegro       | Gobierno en minoría |
| 2025 | 1.969.977 | 32,12 (#1) | 91/230  | 11  | Luís Montenegro       | Gobierno en minoría |

a Respecto a la suma de los escaños obtenidos por el Partido Popular Democrático y el CDS-Partido Popular en 1976.
b Respecto al resultado obtenido por el Partido Social Demócrata en 2022.
Sobre la base de estos resultados, la AD fue invitada a formar gobierno, tomando posesión el mismo el 3 de enero de 1980, liderado por Francisco Sá Carneiro. Sin embargo, este primer gobierno cayó debido a la muerte del primer ministro en un accidente aéreo aún sin aclarar, la noche del 4 de diciembre de 1980. 
Posteriormente, la AD fue invitada a formar dos gobiernos más, que serían liderados, hasta 1983, por Francisco Pinto Balsemão, que sustituyó a Sá Carneiro al frente del PSD.

### Intentos de rearticulación
En 1982 la coalición atravesaba ya una grave crisis y acabó por desintegrarse. Los partidos que hasta entonces conformaban la AD tomaron caminos separados en las elecciones legislativas de 1983, ganadas por el Partido Socialista.
Más recientemente, a finales de la década de los 90, se intentó recrear la AD, solo con el PSD y el CDS; sin embargo, el proyecto fracasaría debido a los desacuerdos entre los dirigentes de ambas partes, Marcelo Rebelo de Sousa y Paulo Portas.
En las elecciones parlamentarias de 2022, el PSD, el CDS-PP y el PPM revivieron la coalición «Alianza Democrática» solamente en el distrito electoral de las Azores.